# ピーター・デル・ヴェッチョ
ピーター・デル・ヴェッチョ（Peter Del Vecho、1958年4月5日 - ）は、ウォルト・ディズニー・アニメーション・スタジオの映画プロデューサーである。

## 来歴
デル・ヴェッチョはマサチューセッツ州のクインシーで育つ。デル・ヴェッチョは1980年にBoston University College of Fine Artsを卒業し、その後15年間は劇場で働いていた。Guthrie Theaterで約10年間ほど働いた後、1995年にデル・ヴェッチョはディズニーアニメーションに雇われた。そこで彼は『トレジャー・プラネット』の協力プロデューサーや『プリンセスと魔法のキス』、『くまのプーさん』のプロデューサーを務めた。
2013年に公開された『アナと雪の女王』ではプロデューサーを務め、この作品はアカデミー長編アニメ映画賞を受賞した。